# Lipka
Lipka (in tedesco Linde) è un comune rurale polacco del distretto di Złotów, nel voivodato della Grande Polonia.
Ricopre una superficie di 191,01 km² e nel 2004 contava 5 638 abitanti.